# Bockhorn (växt)
Bockhorn (Proboscidea louisianica) är en martyniaväxtart. Bockhorn ingår i släktet bockhornssläktet, och familjen martyniaväxter.

## Underarter
Arten delas in i följande underarter:
- P. l. fragrans
- P. l. louisianica

## Bildgalleri

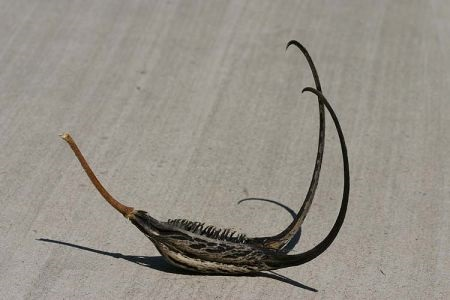